# Такшонь (князь)
Та́кшонь (венг. Taksony; 931 — 972) — великий князь венгров (955—972).

## Биография
Точная дата рождения Такшоня указана в «Деяниях венгров». В возрасте 16 лет (947 год) Такшонь, как сын великого князя, возглавляет нападение венгров на Италию. В этом походе венгры дошли до Апулии, и Беренгару II, претенденту на титул короля Италии, пришлось заплатить венграм дань, чтобы они оставили в покое его королевство.
Примерно в это же время отец Такшоня Жольт сосватал ему невесту «из земли гуннов (a kunok földjéről)» («Деяния венгров»). Гуннами венгры называли своих восточных кочевых соседей, так что Такшонь был, скорее всего, женат на печенежке.
Великим князем венгров Такшонь стал, всего вероятнее, в 955 году, после Аугсбургского разгрома венгерского войска Германским королём Оттоном I Великим. Известно, что Такшонь участвовал в этом сражении, но ему посчастливилось уцелеть. Аугсбургское поражение положило конец завоевательным походам венгров на Запад и ускорило их переход к оседлости. Однако венгерский разбой в Европе прекратился не сразу и в правление Такшоня лишь переориентировался с Запада на Юг.
Новой жертвой мадьярских походов стала хуже защищённая, в сравнении с Германией, Византия. В 957 году император Константин VII Багрянородный, несомненно под впечатлением от Аугсбургского сражения, прекратил выплачивать венграм дань. Однако Константин VII недооценил венгров. Уже в апреле 959 года они осадили Константинополь. Византийцы пытались натравить на венгров болгар и даже платили болгарам дань за то, чтобы они останавливали нацеленные на Византию венгерские набеги. Однако в 965 году царь Болгарии Пётр договорился с венграми о том, что они не будут грабить Болгарскую территорию по пути в Византию. Взамен царь Пётр обещал им беспрепятственный проход через свои владения. Для наказания болгар император Никифор II Фока призвал на помощь Киевского князя Святослава (967 год), но, вместо союзника, приобрел, в конечном счете, ещё более опасного врага. Завоевав Болгарию, Святослав вторгся на территорию Империи (весна 970 года), заключив союз и с болгарами, и с венграми, и даже со своими старыми врагами печенегами. Венгры, по подсчетам венгерского историка Ференца Макка, составляли до одной трети от общей величины Святославова войска.
То, что венграм вторично (после 955 года) удалось собрать такую значительную армию, объясняется продолжавшимися в венгерском обществе процессами консолидации отдельных племен и родов в единую народность и усиления великокняжеской власти. Второй по значению, после великого князя, мадьярский иерархический титул верховного главнокомандующего — дьюлы — воспринимался к тому времени уже как собственное имя мадьярского правителя Трансильвании. В Венгрии складывалось двоевластие: великий князь Такшонь постепенно подчинял себе территорию Паннонии, Дьюла правил в Трансильвании. Не располагая силами, достаточными для подчинения всей Венгрии, Такшонь предпочёл союз с Дьюлой, женив своего сына Гезу на дочери дьюлы Шарольт (ок. 967 года).
Поход объединённой варварской армии на Византию закончился неудачным для союзников сражением под Аркадиополем (970 год), поставившим заключительную точку в истории грабительских походов мадьяр по Европе. В конце X века венгры окончательно переходят к оседлости, а мадьярские правители проявляют все больший интерес к христианской религии. Однако конфликт с Византией воспрепятствовал крещению венгров по греческому обряду. Такшонь попытался принять крещение от Папы Римского, но и здесь его постигла неудача. Хотя Папа Иоанн XII и рукоположил некоего Закхея епископом венгров в 963 году, его миссия так и не состоялась из-за противодействия Оттона I, ставшего незадолго до этого (в 962 году) германским императором и желавшего, чтобы венгры получили крещение от него, а не от Папы.